# Манагуа (езеро)
Манагуа (на испански: Lago Managua) е езеро в Никарагуа, второ по големина в страната след Никарагуа, наричано е от местното население Ксолотла̀н. Площ 1025 km², максимална дълбочина 30 m, средна – 9,5 m.
Езерото е разположено в югозападната част на Никарагуа, в тектонска падина, образувала се при потъване на земната кора, в резултат от разседно пропадане, на 37 m н.в. Дължината му от северозапад на югоизток е 65 km, а максималната ширина 25 km. Бреговете му са предимно ниски, плоски, като на северния му бряг се извисява действащия вулкан Момотомбо (1280 m). Площта на водосборният му басейн възлиза на 6668 km². От север в него се вливат реките Рио Виеха и Папалон, а от югоизточният му ъгъл, само при високи води изтича река Типитапа, вливаща се в по-ниско разположеното езеро Никарагуа. В западната му част се намира малкия вулканичен остров Момотомбито. На южния му бряг е разположена столицата на Никарагуа, град Манагуа..
Водите на езерото са силно замърсени. През 1950-те години корпорацията „Кодак“ е изхвърляла олово в езерото, а днес то продължава да се замърсява от отходните води на столицата. В процес на изграждане е пречиствателна станция, която трябва да реши проблемите със замърсяването.